# Бауман, Франц
Франц Бауман (род. 23 сентября 1953 года в Германии) — бывший сотрудник Организации Объединённых Наций, работавший в Организации до 2015 года включительно на должностях помощника Генерального секретаря и Специального советника по окружающей среде и операциям по поддержанию мира.

## Биография
Франц Бауман родился в городе Шрамберге, Германия. В 1973 году он окончил Шрамбергскую гимназию и поступил в Констанцский университет, где обучался по направлению «Социальные науки и менеджмент», специализируясь на международном менеджменте. В 1975 году он изучал историю искусств в Бристольском университете в Великобритании. В 1979 году Бауман получил диплом Констанцского университета по специальности «Государственное управление», а в 1992 году — степень доктора политических наук в Карлтонском университете в Оттаве, Канада.
Женат на Барбаре Гибсон, которая, будучи канадским дипломатом, с 2004 по 2008 год занимала должность посла при Организации по безопасности и сотрудничеству в Европе в Вене. C 2015 года она занимает должность заместителя Генерального секретаря Независимой комиссии по многосторонности (НКМ) в Нью-Йорке.
Его жена, Барбара Гибсон, была канадским дипломатом. С 2004 по 2008 год занимала должность посла при Организации по безопасности и сотрудничеству в Европе (ОБСЕ) в Вене. C 2015 года занимала должность заместителя Генерального секретаря, с 2016 Генерального секретаря Независимой комиссии по многосторонности (НКМ) в Нью-Йорке.

Его жена, Барбара Гибсон, была канадским дипломатом. С 2004 по 2008 год занимала должность посла при Организации по безопасности и сотрудничеству в Европе в Вене. C 2015 года занимала должность заместителя Генерального секретаря, с 2016 Генерального секретаря Независимой комиссии по многосторонности (НКМ)  в Нью-Йорке.
Воспитывает дочь Ханну 2000 года рождения.

## Работа
С 1976 по 1979 год Бауман работал в Европейском парламенте в Люксембурге, с 1979 года — в Европейской комиссии в Брюсселе, с 1980 года — в компании «Cименс» в Мюнхене.
К работе в Организации Объединенных Наций Франц Бауман приступил в 1980 году: с 1980 по 1982 год он работал в Нигерии в качестве младшего эксперта Программы развития Организации Объединенных Наций (ПРООН) и Организации Объединённых Наций по промышленному развитию (ЮНИДО). В дальнейшем он занимал должности в различных подразделениях Секретариата Организации Объединённых Наций, в том числе в Департаменте по вопросам управления, Департаменте операций по поддержанию мира и Канцелярии Генерального секретаря. В 1993 году он был назначен на должность Главного административного сотрудника в Международной гражданской миссии в Гаити (МГМГ) — совместной миссии Организации Объединённых Наций и Организации американских государств по наблюдению за соблюдением прав человека.
В 2002 году Бауман был назначен на должность Директора по вопросам управления Отделения Организации Объединённых Наций в Вене (ЮНОВ), а в 2004 году — на должность заместителя Генерального директора ЮНОВ. В 2006 году он стал заместителем Директора-исполнителя Управления Организации Объединенных Наций по наркотикам и преступности (УНП ООН), а в 2007 году возглавил Управление Организации Объединенных Наций по вопросам космического пространства (УВКП ООН).
В 2009 году он был назначен на должность помощника Генерального секретаря по делам Генеральной Ассамблеи и конференционному управлению в Секретариате Организации Объединенных Наций. В сентябре 2014 года Франц Бауман был назначен старшим координатором по внедрению системы "Умоджа", а в сентябре 2015 года — специальным советником по окружающей среде и операциям по поддержанию мира.
С 2013 года — член Попечительского совета Школы управления Hertie в Берлине.
С 2015 года — член Попечительского совета Международной немецкой школы в Нью-Йорке.

## Избранные публикации
- Wie weit half der Marshall-Plan?  Das europäische Wiederaufbauprogramm in kritischer Beleuchtung (нем.) // Damals. — 1976. — Mai (Nr. 8).
- Plädoyer gegen eine Verweigerung (нем.) // Forum Europa. — 1978. — Dezember.
- Franz Baumann, Ulrich Clauss. Die Regionalisierung Belgiens: Arithmetik eines Sprachenstreites (нем.) // Aufstand in der Provinz. — Campus Verlag, Frankfurt/New York, 1980. — ISBN 3-593-32803-8.
- The bureaucratic State and economic Development in Nigeria (англ.) : Doctoral Dissertation. — Carleton University, Ottawa, 1992.
- Kollektive Psychopathologie (нем.) // Sprach-Nachrichten. — 2000. — Nr. 1.
- Globalisierung und nationale Identität (нем.) // Kontext. — 2001. — Nr. 8.
- Ein pragmatischer Idealist: Würdigung des Nobelpreisträgers Kofi Annan (нем.) // Aufbau. — 2001. — 25 Oktober.
- Die Generalsanierung des UN-Amtssitzes (Capital Master Plan) (нем.) // Vereinte Nationen. — 2004. — Dezember. — S. 206. Архивировано 14 июля 2014 года.
- Warum ist Afrika unterentwickelt?  Das Beispiel Nigeria (нем.) // Mut. — 2012. — April (Nr. 533).
- Coexistence of Languages at the United Nations (англ.) // Le jour. — Université de Saint Joseph, Beirut, 2012. — April. — P. 5-10.
- Die kurze Renaissance der VN-Friedensmissionen nach der Eiszeit des Kalten Krieges (нем.) // Ekkehard Griep (Hrsg.): Des Friedens General. — Herder Verlag, Freiburg/Basel/Wien, 2013. — ISBN 978-3-451-30743-0.
- Die Vereinten Nationen.  Eine Innenansicht der Schwierigkeiten, Frieden zu schaffen (нем.) // Mut. — 2014. — März (Nr. 554).
- "The Principle of Hope" Review of "Governing the World? Addressing 'Problems without Passports'" by Thomas G. Weiss (англ.) // Academic Council on the United Nations System. — 2014. — 21 October.
- Die Vereinten Nationen: Wertvoll aber schwierig (нем.) // Ekkehard Griep (Hrsg.): Wir sind UNO - Deutsche bei den Vereinten Nationen. — Herder Verlag, Freiburg/Basel/Wien, 2016. — ISBN 978-3-495-31138-7.